# Bernard Koch
Bernard Koch (Amsterdam, circa 25 juni 1791 – aldaar, 30 juni 1858) was een Nederlands violist, dirigent en componist.
Bernard Baruch Elias Koch-Cohen was zoon van Elias  Koch (Elias Jacob Jokeb Koch-Cohen) en Fijtje Koch (Femmetje Frumet Barend Koch Kok). Hij overleed in zijn woning aan de Oude Schans aan een slijmberoerte en werd begraven op de Joodse Begraafplaats te Muiderberg. Zijn overlijden werd aangegeven door twee muzikanten, waarvan een zijn zwager was.
Hij kreeg zijn muziekopleiding van Jan George Bertelman, Stassens en Gerson Binger. Vanwege het vroege overlijden van vader en moeder vertrok hij naar Den Haag, alwaar hij compositieles kreeg van Guillaume Navoigille. Hij speelde tussen 1806 en 1810 in de Hofkapel van Lodewijk Napoleon. In 1810 vertrok hij naar de Duitse en Italiaanse Opera in Amsterdam, alwaar hij ook concertmeester en dirigent was.
Een van zijn leerlingen was Anton Berlijn, die in juli 1858 een concert organiseerde met de muziek van de overleden componist.
Werklijst:
- Cantate: De verlatene
- Cantate: Moederliefde (onderscheiden door de Maatschappij tot Bevordering der Toonkunst
- Fantasie met variatiën (onderscheiden door Société Philharmonique)
- Twaalf volksliederen voor viool en piano
- Opera: Moeder de Gans met uitvoeringen in Den Haag en Amsterdam
- Opera: Der hölzener Säbel, met in 1830 uitvoeringen in Den Haag
- Opera: Das gestohlenen Lämmchen
- Opera: Pompernikkel
- Historische scene: Jane Gray
- Bijbelse scene: Benjamin
- voorts nog een strijkkwartet en liederen
- Handleiding voor het vioolspel (1856)

Hij schreef ook enkele bijdragen aan het muziektijdschrift Amphion. Amsterdam-Zuid kent een Bernard Kochstraat, die de Bertelmanstraat kruist.
- Biografisch Portaal: 89855368
- Digitale Bibliotheek voor de Nederlandse Letteren: koch009
- Gemeinsame Normdatei: 1208735330
- Nederlandse Thesaurus van Auteursnamen: 070319707
- Virtual International Authority File: 289772857
- WorldCat: E39PBJdGHQhdft7mPDyrfTQQbd